# 2004-es labdarúgó-Európa-bajnokság (selejtező – 1. csoport)
A 2004-es labdarúgó-Európa-bajnokság selejtezőjének 1. csoportjának mérkőzéseit tartalmazó lapja. A csoportban Franciaország, Szlovénia, Izrael, Ciprus és Málta szerepelt. A csapatok körmérkőzéses, oda-visszavágós rendszerben játszottak egymással.
Franciaország kijutott a Európa-bajnokságra. Szlovénia pótselejtezőt játszott, amelyet elvesztett és kiesett.

## Tabella
| Hely. | Csapat        | M | Gy | D | V | G+ | G– | Gk  | P  | Továbbjutás                           |     | Franciaország | Szlovénia | Izrael | Ciprusi Köztársaság | Málta |
| ----- | ------------- | - | -- | - | - | -- | -- | --- | -- | ------------------------------------- | --- | ------------- | --------- | ------ | ------------------- | ----- |
| 1.    | Franciaország | 8 | 8  | 0 | 0 | 29 | 2  | +27 | 24 | Kijutott a 2004-es Európa-bajnokságra |     | —             | 5–0       | 3–0    | 5–0                 | 6–0   |
| 2.    | Szlovénia     | 8 | 4  | 2 | 2 | 15 | 12 | +3  | 14 | Pótselejtezőbe került                 |     | 0–2           | —         | 3–1    | 4–1                 | 3–0   |
| 3.    | Izrael        | 8 | 2  | 3 | 3 | 9  | 11 | −2  | 9  |                                       |     | 1–2           | 0–0       | —      | 2–0                 | 2–2   |
| 4.    | Ciprus        | 8 | 2  | 2 | 4 | 9  | 18 | −9  | 8  |                                       | 1–2 | 2–2           | 1–1       | —      | 2–1                 |       |
| 5.    | Málta         | 8 | 0  | 1 | 7 | 5  | 24 | −19 | 1  |                                       | 0–4 | 1–3           | 0–2       | 1–2    | —                   |       |

## Mérkőzések
| 2002. szeptember 7. |

| Ciprus    | 1–2               | Franciaország         |
| --------- | ----------------- | --------------------- |
| Okász 14' | (1–1) Jegyzőkönyv | Cissé 39' Wiltord 51' |

| GSP Stadium, Nicosia Nézőszám: 11 898 Játékvezető: Herbert Fandel (német) |

| 2002. szeptember 7. |

| Szlovénia                                   | 3–0               | Málta |
| ------------------------------------------- | ----------------- | ----- |
| Debono 37' (öngól) Šiljak 59' Cimirotič 90' | (1–0) Jegyzőkönyv |       |

| Bežigrad Stadium, Ljubljana Nézőszám: 7000 Játékvezető: Georgios Borovilos (görög) |

| 2002. október 12. |

| Málta | 0–2               | Izrael                |
| ----- | ----------------- | --------------------- |
|       | (0–0) Jegyzőkönyv | Balili 56' Revivo 76' |

| Nemzeti Stadion, Ta’ Qali Nézőszám: 5200 Játékvezető: Sergei Shebek (ukrán) |

| 2002. október 12. |

| Franciaország                                   | 5–0               | Szlovénia |
| ----------------------------------------------- | ----------------- | --------- |
| Vieira 10' Marlet 35' 64' Wiltord 79' Govou 86' | (2–0) Jegyzőkönyv |           |

| Stade de France, Saint-Denis Nézőszám: 77 619 Játékvezető: Kim Milton Nielsen (norvég) |

| 2002. október 16. |

| Málta | 0–4               | Franciaország                          |
| ----- | ----------------- | -------------------------------------- |
|       | (0–2) Jegyzőkönyv | Henry 25' 35' Wiltord 59' Carrière 84' |

| Nemzeti Stadion, Ta’ Qali Nézőszám: 10 000 Játékvezető: Alexandru Tudor (román) |

| 2002. november 20. |

| Ciprus                  | 2–1               | Málta      |
| ----------------------- | ----------------- | ---------- |
| Rauffmann 50' Okász 74' | (0–0) Jegyzőkönyv | Mifsud 90' |

| GSP Stadium, Nicosia Nézőszám: 5000 Játékvezető: Anton Guenov (bolgár) |

| 2003. március 29. |

| Ciprus        | 1–1               | Izrael  |
| ------------- | ----------------- | ------- |
| Rauffmann 61' | (0–1) Jegyzőkönyv | Afek 2' |

| Tsirion Stadium, Limassol Nézőszám: 9000 Játékvezető: Thomas McCurry (skót) |

| 2003. március 29. |

| Franciaország                                                     | 6–0               | Málta |
| ----------------------------------------------------------------- | ----------------- | ----- |
| Wiltord 36' Henry 38' 54' Zidane 57' (11-esből) 80' Trezeguet 70' | (2–0) Jegyzőkönyv |       |

| Stade Félix-Bollaert, Lens Nézőszám: 40 775 Játékvezető: Emil Bozinovski (macedón) |

| 2003. április 2. |

| Szlovénia                                    | 4–1               | Ciprus           |
| -------------------------------------------- | ----------------- | ---------------- |
| Šiljak 4' 14' Zahovič 38' (11-esből) Čeh 43' | (4–1) Jegyzőkönyv | Konstantinou 10' |

| Bežigrad Stadium, Ljubljana Nézőszám: 5000 Játékvezető: Paulo Manuel Gomes Costa (portugál) |

| 2003. április 2. |

| Izrael  | 1–2               | Franciaország            |
| ------- | ----------------- | ------------------------ |
| Afek 2' | (1–2) Jegyzőkönyv | Trezeguet 23' Zidane 45' |

| Renzo Barbera Stadion, Palermo Nézőszám: 2455 Játékvezető: Graham Barber (angol) |

| 2003. április 30. |

| Málta      | 1–3               | Szlovénia                  |
| ---------- | ----------------- | -------------------------- |
| Mifsud 90' | (0–2) Jegyzőkönyv | Zahovič 15' Šiljak 36' 57' |

| Nemzeti Stadion, Ta’ Qali Nézőszám: 2500 Játékvezető: Hanacsek Attila (magyar) |

| 2003. április 30. |

| Izrael                 | 2–0               | Ciprus |
| ---------------------- | ----------------- | ------ |
| Badir 88' Holtzman 90' | (0–0) Jegyzőkönyv |        |

| Renzo Barbera Stadion, Palermo Nézőszám: 300 Játékvezető: Michal Beneš (cseh) |

| 2003. június 7. |

| Málta      | 1–2               | Ciprus                          |
| ---------- | ----------------- | ------------------------------- |
| Dimech 73' | (0–1) Jegyzőkönyv | Konstantinou 23' (11-esből) 62' |

| Nemzeti Stadion, Ta’ Qali Nézőszám: 3000 Játékvezető: Bernhard Brugger (osztrák) |

| 2003. június 7. |

| Izrael | 0–0         | Szlovénia |
| ------ | ----------- | --------- |
|        | Jegyzőkönyv |           |

| Atatürk Stadium, Antalya Nézőszám: 1800 Játékvezető: Massimo Busacca (svájci) |

| 2003. szeptember 6. |

| Szlovénia                    | 3–1               | Izrael     |
| ---------------------------- | ----------------- | ---------- |
| Šiljak 35' Knavs 37' Čeh 78' | (2–0) Jegyzőkönyv | Revivo 69' |

| Bežigrad Stadium, Ljubljana Nézőszám: 8000 Játékvezető: Herbert Fandel (német) |

| 2003. szeptember 6. |

| Franciaország                              | 5–0               | Ciprus |
| ------------------------------------------ | ----------------- | ------ |
| Trezeguet 7' 81' Wiltord 20' 41' Henry 60' | (3–0) Jegyzőkönyv |        |

| Stade de France, Saint-Denis Nézőszám: 45 000 Játékvezető: Leslie Irvine (skót) |

| 2003. szeptember 10. |

| Izrael                | 2–2               | Málta                              |
| --------------------- | ----------------- | ---------------------------------- |
| Revivo 16' Balili 79' | (1–0) Jegyzőkönyv | Mifsud 51' (11-esből) Carabott 52' |

| Atatürk Stadium, Antalya Nézőszám: 1300 Játékvezető: Eric Blareau (belga) |

| 2003. szeptember 10. |

| Szlovénia | 0–2               | Franciaország            |
| --------- | ----------------- | ------------------------ |
|           | (0–1) Jegyzőkönyv | Trezeguet 9' Dacourt 71' |

| Bežigrad Stadium, Ljubljana Nézőszám: 9500 Játékvezető: Domenico Messina (olasz) |

| 2003. október 11. |

| Ciprus                    | 2–2               | Szlovénia      |
| ------------------------- | ----------------- | -------------- |
| Georgiou 71' Yiasoumi 81' | (0–2) Jegyzőkönyv | Šiljak 11' 41' |

| Tsirion Stadium, Limassol Nézőszám: 2346 Játékvezető: Tom Henning Øvrebø (norvég) |

| 2003. október 11. |

| Franciaország                       | 3–0               | Izrael |
| ----------------------------------- | ----------------- | ------ |
| Henry 9' Trezeguet 24' Boumsong 42' | (3–0) Jegyzőkönyv |        |

| Stade de France, Saint-Denis Nézőszám: 57 009 Játékvezető: Cosimo-Giancarlo Bolognino (olasz) |